# Viaje al centro de la Tierra (videojuego)
Viaje al centro de la Tierra es un videojuego desarrollado por Topo Soft en plena edad de oro del software español. Fue una adaptación de las aventuras narradas en la novela homónima escrita por el poeta y dramaturgo francés Julio Verne en 1864. El videojuego se presentó como un arcade de acción. Se desarrolló para diferentes plataformas como ZX Spectrum, Amstrad CPC, Commodore 64, Atari ST, MSX entre otras. El juego se desarrolló en arquitectura de 8 y de 16 bits; para los ordenadores de 8 bits, el videojuego tenía tres fases jugables mientras que las computadoras capaces de soportar los 16 bits, el juego se ampliaba a cinco. La crítica especializada de la época lo recibió como una de las grandes producciones de la compañía Topo Soft, y cosechó muy buenas reseñas como las que le dio la revista MicroHobby, con una media de ocho puntos y medio sobre diez.

## Argumento

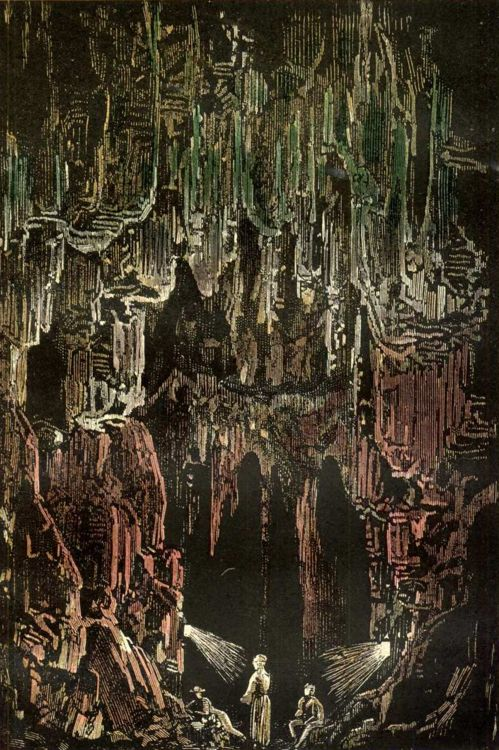
El videojuego se basó en la obra homónima escrita por Julio Verne. En la imagen, una ilustración de Édouard Riou para la misma obra.

La trama nos presenta al profesor Otto Lidenbrock, convencido en que se puede llegar al centro del planeta entrando por un punto muy concreto de unas cavernas secretas. El profesor Lidenbrock descifra el paradero de las cavernas y convence a su hija Graüben y a su sobrino Axel para partir los tres de expedición. Durante la aventura, los tres protagonistas se enfrentan a murciélagos, arañas gigantes, dinosaurios y descubren un sinfín de maravillas desconocidas.

## Desarrollo
Topo Soft desarrolló la novela de Julio Verne a modo de arcade de acción. En las versiones de 8 bits, es decir, en las plataformas Amstrad CPC, MSX, ZX Spectrum y Commodore 64, y debido a problemas en el desarrollo que impidieron acabarlas a tiempo
, el videojuego tan solo tenía tres fases, mientras que en las versiones 16 bits como la de MS-DOS, Atari ST y Amiga, el juego contaba con dos fases más.

## Jugabilidad
Durante el videojuego, el jugador debía dirigir a los tres protagonistas —al profesor Lidenbrock, a su hija Graüben y a Axel, sobrino de Lidenbrock y prometido de Graüben— hacia su misión al centro de la Tierra. Por turnos el jugador iba avanzando en la historia divida en tres o cinco partes, dependiendo de su versión.

### Primera parte
En esta fase, que se desarrolla en Londres, el jugador debe resolver un rompecabezas. El profesor Lidenbrock ha cogido un libro de la biblioteca y, al ojearlo, descubre un mapa a pedazos. El nivel consiste en recomponer el puzle a contrarreloj; una vez resuelto, el jugador obtiene la imagen de la Isla del Volcán, lugar donde pasa a desarrollarse el juego.

### Segunda parte
Durante la segunda fase, la acción pasa a desarrollarse en el interior del volcán de estructura laberíntica. El jugador dirige a los tres protagonistas de la historia: el profesor Lidenbrock, Graüben y Axel simultáneamente. Los tres, juntos o por separado, tienen que intentar llegar a la salida del volcán, y cada uno posee habilidades propias. Existen varias salidas del laberinto cuyo grado de complicación es diferente. El jugador debe mover a los personajes por el interior de los túneles subterráneos, descendiendo por las cuerdas naturales antes de que se agote el gas del candil. Además, el jugador debe sortear varios peligros como puentes colgantes, nubes de grisú, ríos de lava, géiseres, murciélagos, arañas gigantes o el monstruo del lago.

### Tercera parte

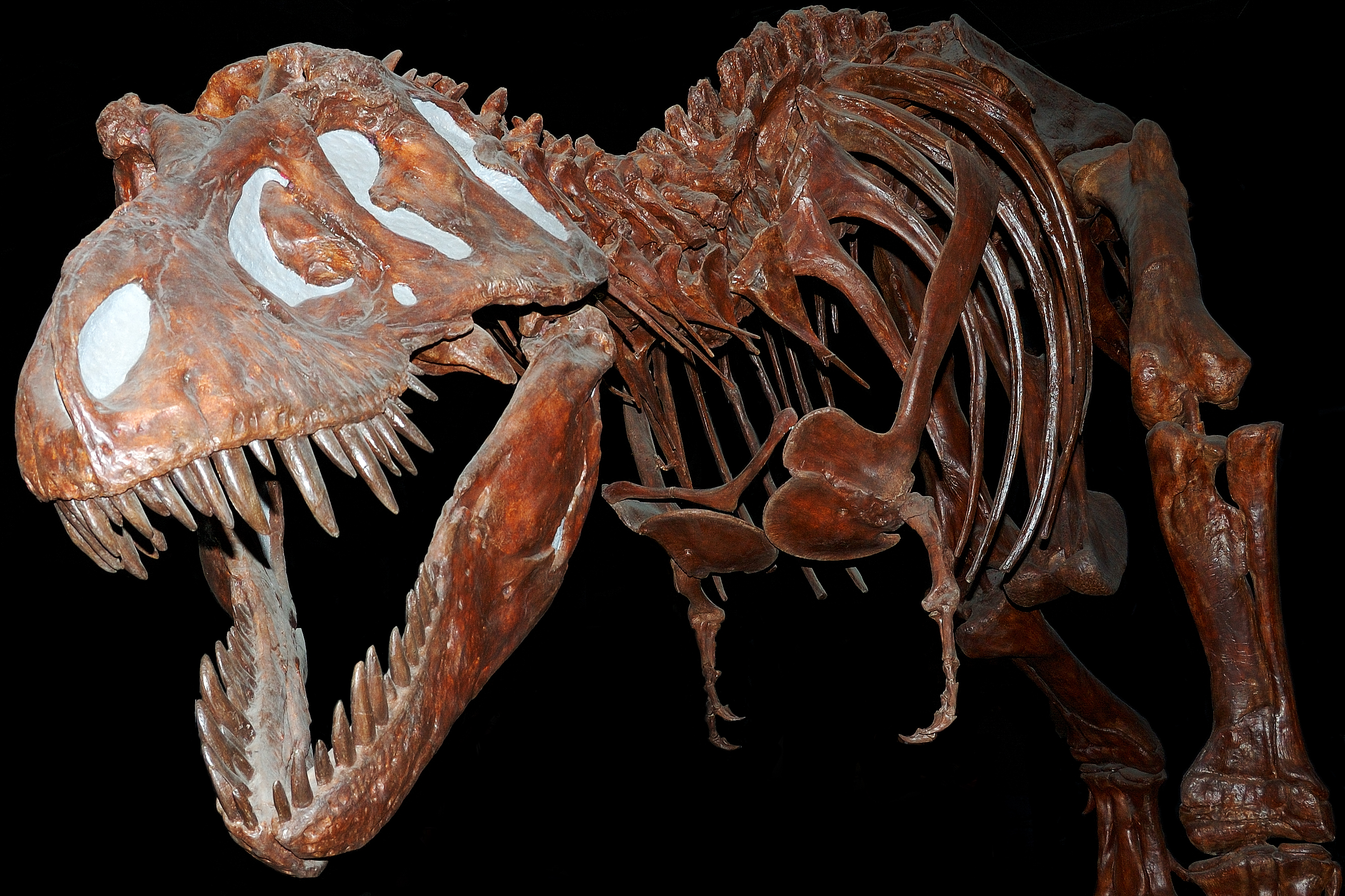
Durante el transcurso del videojuego, el jugador se enfrentaba a dinosaurios. En la imagen, esqueleto de un Tyrannosaurus rex en el Museo Tyrrell (Alberta, Canadá).

En esta fase, también denominada "fase de los monstruos", la acción transcurre en el interior de una selva llena de monstruos prehistóricos. El jugador continua moviendo los personajes simultáneamente durante este nivel, de los que al menos debe sobrevivir uno para completarlo. Mientras que Graüben lleva el botiquín para curar las heridas de los personajes, Axel y el profesor Lidenbrock disponen de lanzas para defenderse de las bestias en una lucha cuerpo a cuerpo. Los dinosaurios a los que el jugador debe enfrentarse son variopintos: Tyrannosaurus rex, Stegosaurus, Smilodon y Pterodáctilo. Además, el jugador también debe esquivar las arenas movedizas diseminadas a lo largo y ancho de la selva.

### Cuarta fase
En esta fase, jugable únicamente para los usuarios de ordenadores capaces de soportar 16 bits, los protagonistas de la aventura llegan hasta una playa plagada por tortugas gigantescas que irán conformando un laberinto cambiante a su paso.

### Quinta fase
Los protagonistas de la historia llegan al corazón del volcán a punto de entrar en erupción y poder usarlo como fuente de propulsión para dar fin a su periplo.

## Recepción
La prensa de la época dio a conocer al juego como una gran superproducción del software español.
Las críticas que recibió Viaje al centro de la Tierra fueron muy positivas; la revista MicroHobby dijo del programa que: «no necesitaría tener un nombre famoso, su calidad basta para convertirse en un programa de éxito.» Alabó sus gráficos, su dificultad y su adicción, así como la originalidad, los movimientos de los personajes y el sonido que poseía el programa. En total, recibió una media de ocho puntos y medio sobre diez.
Recibió el premio al mejor programa del año 1989, premio otorgado por la revista Microhobby.[cita requerida]

## Legado
Viaje al centro de la Tierra fue uno de los éxitos de la compañía y apareció en un pack recopilatorio titulado «Top by Topo 2» junto a otros títulos como R.A.M., Mad Mix 2: En el castillo de los fantasmas, Ice Breaker y Drazen Petrovic Basket.